# Karl-Erik Svedlund
Karl-Erik Svedlund, folkbokförd Carl Erik Svedlund, född 6 november 1906 i Uppsala, död 13 juli 1974 i Stockholm, var en svensk musikdirektör, församlingsmusiker och tonsättare. Svedlund var utbildad vid Kungliga Musikhögskolan i Stockholm. 

## Biografi
Under flera årtionden var Svedlund organist och musikledare i Filadelfiakyrkan i Stockholm. Under sin tid som musikalisk ledare i Filadefikyrkan byggde han upp ett rikt musikliv med flera körer och en symfoniorkester. Han introducerade också i samspel med kyrkans anställde solist kyrkosångaren Einar Ekberg ett nytt ackompanjemangssätt där ackompanjemanget improviserades utifrån texten i de olika verserna. Svedlund ansågs som en av landets skickligaste ackompanjatörer på såväl piano/flygel som orgel. 
Han var under många år musikalisk ledare för Pingströrelsens Predikantkör och tillsammans med Göte Strandsjö och Einar Ekberg tog man initiativet till årliga samlingar för pingströrelsens kör- och strängmusiksångare. Svedlund var också tillsammans med Ekberg ansvarig för pingströrelsens notutgivning och man utarbetade också speciella kurshäften och artiklar i notläsning, harmonisering, sångteknik med mera. Svedlund var också involverad i skivutgivningen hos rörelsens grammofonbolag Hemmets Härold.
Svedlunds kompositionsverksamhet omfattade såväl tonsättningar av enkla andliga sånger som körverk och symfoniska verk. Hans musik har såväl starka intryck från den svenska folkmusiken som från det mäktiga, kraftfulla, märgstarka och dramatiska hållet. Klara influenser från Wagner kan också skönjas i hans orkestrala kompositioner. I sitt komponerande av framförallt symfonisk musik begränsades han av att han vid uppföranden var hänvisad till sin egen symfoniorkester i Filadelfiakyrkan som till stor del bestod av amatörer.
En del av hans symfoniska verk finns inspelade med medlemmar ur Stockholms Filharmoniska Orkester och Kungliga Hovkapellet. Wagner var en av hans favoriter och till hans sommarnöje hörde att läsa partituren till någon Wagneropera. Till hans nära vänner hörde tonsättaren professor Gustaf Nordqvist.
Svedlund var medlem av redaktionen för Segertoner 1930 tillsammans med Paul Ongman, Lewi Pethrus och Emil Peterson. Han var också redaktionsmedlem för utgivningen av Segertoner 1960. Han har gjort flera tonsättningar till texter av bland andra Anders Frostenson och Bo Setterlind. Några av hans tonsättningar finns med i den nya psalmboken. 
I hans produktion finns också en mängd arrangemang för solister, körer och orkester. Ett otal sådana arrangemang gjordes också inför diverse skivinspelningar för skivbolaget Hemmets Härold och för solister som Einar Ekberg, Einar Waermö, Göran Stenlund, Kerstin Rundqvist, Ebbe Cornelie med flera. En klassisker i det sammanhanget är hans arrangemang för orgel, Einar Ekberg och Filadelfiakören av Jag är främling, jag är en pilgrim av Lorenz. Karl-Erik Svedlund var mycket initierad och kunnig i litteratur- och musikhistoria mm. I boken "De sågo himmeln öppen" (1966) tecknar han ett antal porträtt av framstående kyrkofurstar från Ambrosius till Luther och tonsättare som Bach, Roman med flera. I boken "Tema med variationer" (1971) tecknar han porträtt av bland annat Strindberg, Wagner, Berwald, Grieg, Stenhammar, Sibelius, Carl Nielsen med flera. 
Han var från 1945 gift med Sigrid Ingeborg Svedlund (1915–1996). De är begravda på Norra begravningsplatsen utanför Stockholm. Dom hade ett barn, Gunilla Svedlund.

## Kompositioner
- Jesus är ute och söker, representerad i Svenska Psalmboken nr 225
- När inför din dom jag stod, representerad i Svenska psalmboken nr 548
- Låt mig växa stilla
- När inför din dom jag stod (Herren Lever 1977 nr 896) komponerad 1973
- Upp kamrater sen baneret! Rapsodi för soli, manskör och orkester
- Pionjärerna, Festmarsch för orkester
- Meditation för orkester
- Lyft Dig,min själ, mot Nebos höjder, orkesterarrangemang av några andliga sånger
- Andante Religioso (Vinterkväll), en stämningsbild för orkester
- Det blir något i himlen för barnen att få, körarrangemang av en svensk folkvisa
- Nu är Din segertimma, körkomposition
- Gudsförströstan, körkomposition
- Du går Guds Lamm
- Bågen på fästet
- Gå i frid
- Kanske det är natt hos Dig
- Kristus vandrar bland oss än
- Återstår nåden
- I himmelen, I himmelen, körarrangemang av gammal dalakoral

## Diskografi i urval
- Karl-Erik Svedlunds musik med medlemmar ur Stockholms Filharmoniska Orkester och Kungliga Hovkapellet, Pingströrelsens Predikantkör och solisterna Göran Stenlund och Nils Wågsjö. Hemmets Härold inspelad 1970 och 1971
- Karl-Erik Svedlunds "Det blir något i himlen för barnen att få" finns inspelad på BIS CD-14 "Scandinavian Choral Music" (se externa länkar)
- Dessutom har han medverkat som organist, pianist, ackompanjetör och arrangör på flera hundra skivinspelningar.